# Pap-sziget
Pap-sziget är en ö i Ungern.   Den ligger i provinsen Pest, i den centrala delen av landet, 19 km norr om huvudstaden Budapest.